# Delia bisetosa
Delia bisetosa är en tvåvingeart som först beskrevs av Stein 1907.  Delia bisetosa ingår i släktet Delia och familjen blomsterflugor. Arten är reproducerande i Sverige. Inga underarter finns listade i Catalogue of Life.